# Josep Maria Gibert i Sabaté
Josep Maria Gibert i Sabaté (Barcelona, 27 de setembre de 1944 - Bellaterra, 22 de juny de 2024) fou un químic, empresari i emprenedor català. Va investigar la química de la vida, va exercir de professor als Estats Units i Catalunya, va ser especialista i desenvolupador de la cromatografia de gasos (GC), la cromatografia de líquids (HPLC) i l'espectrometria de masses (MS) i va impartir conferències arreu del món.

## Biografia

### Estudis
Va cursar estudis de secundària al Col·legi del Sagrat Cor de la Companyia de Jesús a Barcelona (Jesuïtes de Casp). Va llicenciar-se en Enginyeria Química a l'Institut Químic de Sarrià (IQS, Barcelona), actualment un centre de la Universitat Ramon Llull. Va fer servir per primera vegada la cromatografia de gasos el 1967 i la va aplicar en l'anàlisi d'esteroides d'orina de gat en el seu treball final de màster, a l’IQS, dirigit pels professors Joan Juli Bonet i Miquel Gassiot.
El 1968 es va traslladar a la Universitat de Houston (U.H.) (Texas, Estats Units) per incorporar-se a l'equip d’anàlisi bio-molecular dirigit per Joan Oró –professor català i investigador de la NASA– i pel professor Albert Zlatkis –un dels pioners en cromatografia– al Departament de Química, i posteriorment al Departament de Bioquímica i Biofísica.
A la mateixa universitat es va doctorar amb una tesi titulada Estudis sobre l’origen i l'evolució de la vida a la Terra i a l’univers, dirigida per Joan Oró. Entre 1972 i 1976 va estudiar Medicina fins a completar un primer cicle de Ciències Mèdiques Bàsiques a la Facultat de Medicina de Universitat Autònoma de Barcelona (UAB), a l'Hospital de Sant Pau.

### Recerca i innovació
A Houston, entre 1968 i 1972, va desenvolupar i aplicar una àmplia gamma de mètodes cromatogràfics i tècniques d’espectrometria de masses, així com tècniques innovadores per a la determinació de gasos lleugers, hidrocarburs alifàtics i aromàtics, aminoàcids, D/L, etc., amb fases òpticament actives, en mostres extraterrestres (incloses les mostres de la Lluna de les missions Apollo 11 a l'Apollo 16 i dels meteorits Murchisson i Allende, entre d'altres), i en mostres de sediments com Gunflint, algues, esquistos, bacteris i molts d'altres. En aquest període va treballar també com a co-investigador de la NASA.
Del 1969 al 1972 va estar al capdavant del laboratori de cromatografia de gasos (GC) i espectrometria de masses (MS) de la Universitat de Houston. Un cop doctorat, a Houston, va organitzar, juntament amb quatre científics col·legues, la Companyia Spectrix Corporation, el primer laboratori privat de Texas que va fer servir cromatografia de gasos (GC) i espectrometria de masses (MS) en anàlisis ambientals.
Als Estats Units va contraure matrimoni amb Montserrat Fortuny Peñacoba, que fou la seva col·laboradora al llarg de tota la seva trajectòria professional i amb qui van tenir quatre fills.
El 1972 es va incorporar a la Universitat Autònoma de Barcelona com a professor associat de química analítica i investigador a l’Institut de Biologia Fonamental (IBF), com també va ampliar la seva formació amb estudis de Medicina.
El 1978 va deixar la UAB per fundar KONIK. El mateix any va desenvolupar el primer cromatògraf de gasos (GC) espanyol, el 1985 el primer cromatògraf de líquids d’alta eficàcia espanyol (HPLC), el 2002 el primer espectròmetre de masses espanyol i el 2004 el primer HPLC+GC-MS multidimensional, patentat mundialment, basat en la Interfície d'acoblament HPLC + GC, també patentada i desenvolupada en col·laboració amb de Jesús Villén (Universidad de Castilla-La Mancha) i Marta Herráiz (CSIC).
Va treballar en el desenvolupament de nous instruments, com ara un “escàner molecular de cos sencer”, basat en tecnologies GIBNIK, i aplicacions de cromatografia i espectrometria de masses per millorar la salut, la nutrició i el medi ambient.

### Activitat empresarial
Va crear tecnologies i dissenys propis, i va fabricar i distribuir a un centenar de països els equips de cromatografia de gasos, HPLC i d’espectrometria de masses de la marca KONIK per mitjà de les empreses Konik Instruments, Konixbert Hi Tech i Gibnik Analytical Solutions. Va comptar amb el seu fill, Roger Gibert Fortuny, com el seu principal col·laborador científic i tècnic.
El 2007, Konik-Tech va rebre un premi de la Cambra de Comerç de Terrassa a la innovació, la distinció internacional i la sostenibilitat.

### Obres i llegat
Va ser pioner a Catalunya i Espanya de la cromatografia de gasos (GC), cromatografia líquida de alta eficàcia (HPLC) i espectrometria de masses (MS) i en el desenvolupament d’equips d’aplicació d’aquestes tecnologies.
És autor o coautor de més de 50 publicacions científiques en revistes de renom com Nature, Journal of Chromatography, Analytical Chemistry, etc. i va presentar més de 100 comunicacions en conferències internacionals.

## Premis i reconeixements
- Premi Texas-Spain a l'excel·lència científica (1970)

## Articles destacats
- ORÓ, J., GIBERT, J., LICHTENSTEIN, H. et al. "Aminoacids, Aliphatic and Aromatic Hydrocarbons in the Murchison meteorite". Nature 230, 105-106 (1971)
- GIBERT, J., FLORY, D. & ORÓ, J. "Identity of a Common Contaminant of Apollo 11 Lunar Fines and Apollo 12 York Meshes". Nature 229, 33–34 (1971)